# Distrikt Tinta
Der Distrikt Tinta liegt in der Provinz Canchis der Region Cusco in Südzentral-Peru. Der Distrikt hat eine Fläche von 82,6 km². Beim Zensus 2017 lebten 5029 Einwohner im Distrikt. Im Jahr 1993 lag die Einwohnerzahl bei 5759, im Jahr 2007 bei 5528. Die Distriktverwaltung befindet sich in der auf einer Höhe von 3484 m gelegenen Kleinstadt Tinta mit 2726 Einwohnern (Stand 2017). Tinta liegt am Río Vilcanota, dem Oberlauf des Río Urubamba, 24 km nordwestlich der Provinzhauptstadt Sicuani.

## Geographische Lage
Der Distrikt Tinta liegt im Andenhochland im Westen der Provinz Canchis. Der Río Vilcanota durchquert den Distrikt in nordnordwestlicher Richtung. Die Nationalstraße 3S von Cusco nach Puno führt durch den Distrikt.
Der Distrikt Tinta grenzt im Südwesten an den Distrikt Yanaoca (Provinz Canas), im Westen an den Distrikt Pampamarca (ebenfalls in der Provinz Canas), im Norden an den Distrikt Combapata, im Osten an den Distrikt San Pedro sowie im äußersten Südosten an den Distrikt San Pablo.